# 长吻鮠
长吻鮠（学名：Leiocassis longirostris）为鮠属的一種鱼类，俗名淮王魚、肥王魚、江团魚、肥沱、白哑肥、梅鼠，是中国的特有物种。其种加词“longirostris”意为“长吻的”。分布于辽河至闽江水系等，属于底层鱼类。其常栖息于水深且石块多的河湾水域里生活以及白天多潜伏于水底或石缝内，夜间外出寻食。

## 习性
它是一种底栖肉食鱼类，以小鱼和水生昆虫为食。3岁可到达到性成熟，但一般为4-5岁。成鱼在每年3至4月开始洄游，4-6月产卵，产卵场集中于长江中游的荆江河曲以及上游的沱江等地，8月左右返回原地。它每次可产1-10万粒卵。

## 特征
其生长速度较快，是同属最大的一种，最重可达15千克，但一般在2-4千克之间。它有4对鱼须，无鳞，背鳍、胸鳍有锯齿，脂鳍肥厚，尾鳍有较大的分叉。其身体呈粉红，背部发灰，腹部呈白色，鳍则为灰黑色。

## 捕捞
常见的长江经济鱼类，肉质细嫩鲜美，没有细刺，蛋白质含量13.7％，脂肪4.7％。
鱼鳔可以制成鱼肚，湖北石首市的“笔架鱼肚”就是用它做成的，有“此物唯独石首有，走遍天下无二家”之誉。明朝自朱元璋开始便是皇室贡品。
但其产量由于过度捕捞而锐减。1987年，中国科学院水生生物研究所和石首市特种水产品研究所在其人工繁殖、养殖技术上取得了较大成就。

## 毒性
其背鳍和胸鳍的刺有毒腺，毒性较强，人被刺后会迅速产生发痒、剧痛、灼热感，可能还会引起发烧，持续半小时至1小时。